# (70) Panopea
Panopaea és l'asteroide núm. 70 de la sèrie. Fou descobert el 5 de maig del 1861 a París per en Hermann Mayer Salomon Goldschmidt (1802-66), i fou el seu 44è asteroide que va descobrir. És un asteroide gran del cinturó principal. El seu nom es deu a Pànope, una nereida de la mitologia grega.